# Valler Station
Valler Station (Valler stasjon) var en metrostation på Kolsåsbanen på T-banen i Oslo.
Stationen blev lukket 1. juli 2006, da Kolsåsbanen skulle opgraderes til metrostandard. Da denne del af banen genåbnede 12. oktober 2014, åbnede i stedet den nye Gjettum Station, der også erstattede den gamle Gjettum Station med en beliggenhed mellem de to gamle stationer.
59°55′N 10°32′Ø / 59.91°N 10.53°Ø